# Kurian Mathew Vayalunkal
Kurian Mathew Vayalunkal (Vadavathoor, 4 de agosto de 1966) é um diplomata e prelado indiano da Igreja Católica Siro-Malabar pertencente ao serviço diplomático da Santa Sé.

## Biografia
Frequentou a Puthussery Elementary School e a MT Seminary High School, em Kottayam. Depois de passar três anos no St. Stanislaus Minor Seminary, fez seus estudos de filosofia e teologia no Pontifício Seminário St. Joseph's de Aluva.
Recebeu a ordenação presbiteral em 27 de dezembro de 1991, por Mar Kuriakose Kunnacherry na Catedral de Cristo Rei, sendo incardinado na Arquieparquia de Kottayam.
Celebrou sua primeira missa na Igreja de St. George Forane, Edacat, sua então paróquia. Ele serviu como pároco adjunto na Paróquia da Sagrada Família em Rajapuram e mais tarde como pároco da Igreja de St. Thomas, Kallar. Antes de se mudar para Roma em 1994 para seus estudos superiores, ele serviu como pároco da Igreja de St. Mary e da Igreja de St. Polycarp em Senapathy.
Obteve um doutorado em direito canônico em 1998 pela Pontifícia Universidade da Santa Cruz, em Roma. Ao mesmo tempo, concluiu seus estudos diplomáticos pela Pontifícia Academia Eclesiástica, em Roma. Foi nomeado Capelão de Sua Santidade, que carrega o título de Monsenhor em 2001 pelo Papa João Paulo II e, mais tarde, nomeado Prelado de Honra em 2011 pelo Papa Bento XVI.
Entrou no serviço diplomático da Santa Sé a 13 de junho de 1998, trabalhando nas Representações Papais na Guiné, Coreia, República Dominicana, Bangladesh, Hungria e Egito.
É fluente, além do hindi, tâmil e malaiala nativos, em italiano, inglês, espanhol, alemão e francês.
Em 3 de maio de 2016, o Papa Francisco o nomeou núncio apostólico na Papua-Nova Guiné, com a dignidade de arcebispo titular de Ratiaria. Recebeu a ordenação episcopal em 25 de julho seguinte, na Catedral Cristo Rei de Kottayam, do mar Mathew Moolakkattu, arquieparca de Kottayam, coadjuvado por Michael Louis Fitzgerald, M. Afr., presidente do Pontifício Conselho para o Diálogo Inter-Religioso e por Theodore Mascarenhas, S.F.X., bispo auxiliar de Ranchi. Em 21 de setembro do mesmo ano, foi nomeado também núncio apostólico das Ilhas Salomão.
Em 1 de janeiro de 2021, foi transferido para a nunciatura apostólica da Argélia. Em 2 de fevereiro do mesmo ano, foi nomeado também núncio apostólico na Tunísia.
Em 15 de março de 2025, foi transferido para a nunciatura apostólica do Chile.